# Île des Antipodes
Pour les articles homonymes, voir Antipode.
L'île des Antipodes est la principale île des îles des Antipodes en Nouvelle-Zélande.